# Von Saldern-Gymnasium Europaschule
Die von Saldern-Gymnasium Europaschule ist das größte Gymnasium und die einzige Europaschule in der Stadt Brandenburg an der Havel. Sie sieht sich in der Tradition der Saldria, einer in der frühen Neuzeit in der Altstadt Brandenburg gestifteten und bis zum Ende des Zweiten Weltkrieges in Brandenburg existierenden schulischen Einrichtung. Das Gymnasium wurde 1991 als Gymnasium Neustadt gegründet. Das Hauptgebäude der Schule ist als Baudenkmal ausgewiesen.

## Geschichte

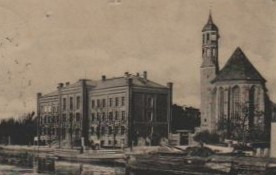
Saldria am Salzhof (1866–1944) und Johannis-Kirche

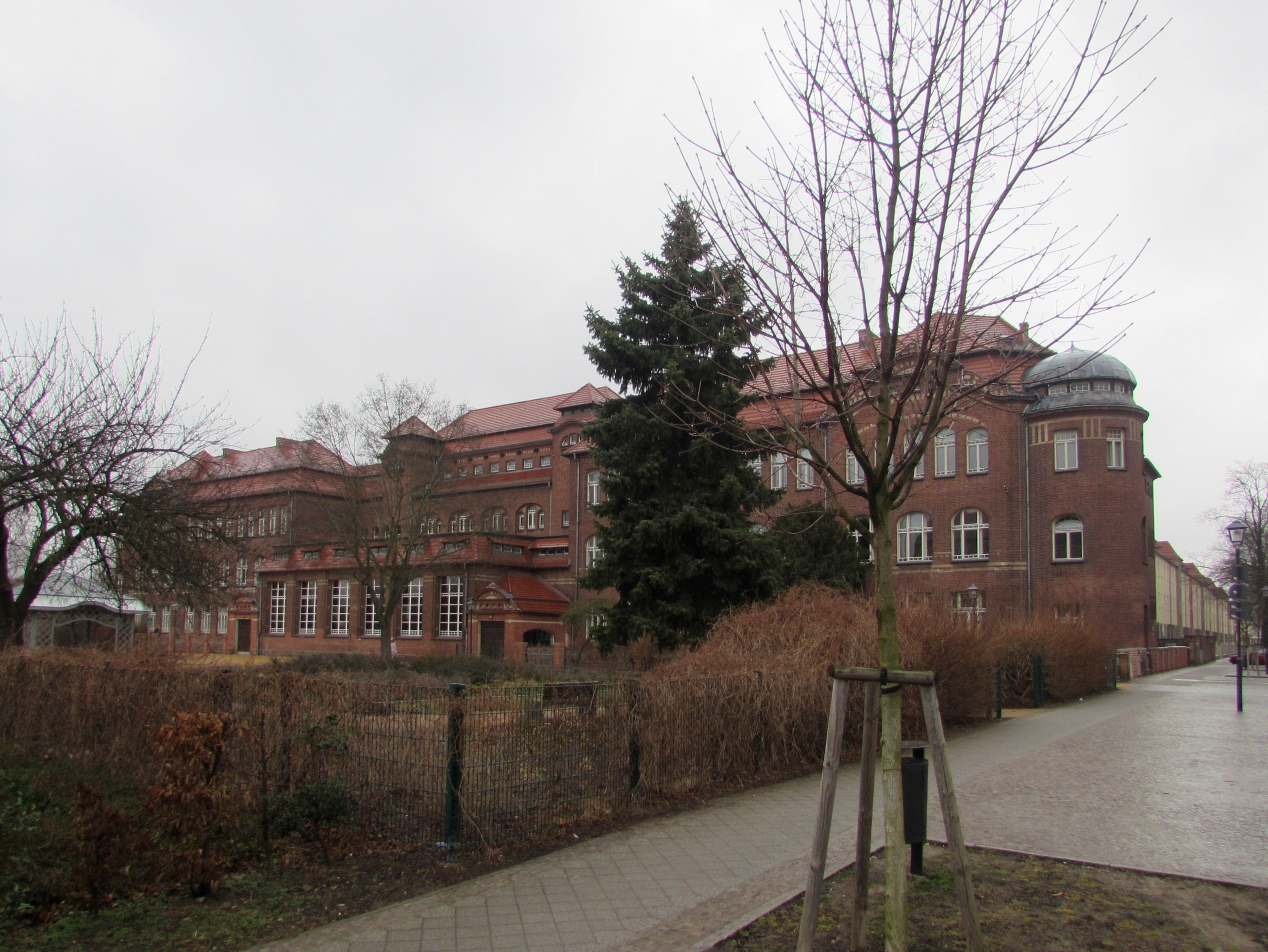
Das 1995 bezogene Schulhaus

1589 übereignete die Witwe Gertrud von Saldern (geborene von Hake), Witwe des kurfürstlichen Oberkämmerers Matthias von Saldern, unter Vermittlung des Bürgermeisters und Rektors Simon Roter der Altstadt Brandenburg am Gotthardtkirchplatz 9 und 10 ein Grundstück mit Gebäuden (Stiftung) zur Unterbringung der bereits bestehenden Pfarrschule, die Altstädtische Lateinschule. Diese Schule trug seither den Namen Saldria. Die Schule wurde fortan durch den Rat der Altstadt Brandenburg geführt. Unterricht wurde wie damals üblich zunächst in Religion und den freien Künsten gegeben. Unter dem Einfluss des Pietismus kamen Realien hinzu.
1797 wurde die Saldria mit der Neustädtischen Gelehrtenschule zum Vereinigten Gymnasium der Alt- und Neustadt mit beiden historischen Standorten zusammengelegt. Die Schulfusion wurde 1817 wieder gelöst und die Saldria eine Bürgerschule.
Im Laufe des 19. Jahrhunderts – zunächst durch die Initiative Einzelner (Prorektor Schultze, 1806–1822), später im Rahmen der staatlichen Maßnahmen – kam sie als Bürgerschule, im Gegensatz zu den Adel aufnehmenden Ritterakademie zu neuer Blüte. Staatlicher Schulreform ist 1903 auch die Zusammenlegung mit anderen Oberschulen der Havelstadt geschuldet, die 1937 mit der Auflösung der Ritterakademie ihren Abschluss fand, bevor die Schule 1945 geschlossen wurde, nachdem auch die „Schüler der Saldria im Marschtritt der nationalsozialistischen Kampfjugend“ gegangen waren.
1865 bis 1867 wurde ein neues Schulhaus am Salzhof, in der Nähe der Kirche St. Johannis eröffnet und bezogen. Bis 1945 bestand dieses Von Saldern’sche Realgymnasium, wurde jedoch kurz vor Ende des Zweiten Weltkrieges durch Bombentreffer vollständig zerstört. Dabei starben zwei Lehrer und ein Schüler der Schule.
Nach 1945 wurde die Kontinuität der Schultradition unterbrochen. Eine Saldernsche Schule existierte für etwa 50 Jahre nicht. Schulen, an denen man in Brandenburg sein Abitur ablegen konnte, waren die Puschkinoberschule (später in Dr. Theodor-Neubauer-Oberschule umbenannt) und die Johann-Wolfgang-von-Goethe-Oberschule. Die Neubauerschule verlor ihre Abiturstufe in den 1950er Jahren, während die Goetheschule zu einer Erweiterten Oberschule (EOS) unstrukturiert wurde.
Nach der politischen Wende 1989/90 wurden im wiedergegründeten Land Brandenburg die Schullandschaft verändert und drei Gymnasien gegründet. Die vormalige EOS Johann Wolfgang von Goethe wurde zum neu gegründeten Gymnasium Neustadt. Neben der Einrichtung am Wredowplatz, dem Lehrkörper und den Schülern der Goetheschule übernahm das Gymnasium das Schulgebäude der vormaligen Polytechnischen Oberschule Dr. Theodor Neubauer auf der Dominsel Brandenburg, welches heute das Evangelische Gymnasium am Dom zu Brandenburg beheimatet. Erster, noch kommissarischer Schulleiter des Gymnasiums war Harry Münchow, Stellvertreterin Barbara Jechow. Münchow wurde am 1. Februar 1993 von Hanswalter Werner abgelöst.
Da mit der Neugründung der Schulen 1991 diese ihre vorherigen, in der DDR erhaltenen Namen verloren, wurde am Gymnasium Neustadt über eine neue Namensgebung diskutiert. Wesentliche Vorschläge waren, wie von der Schülerschaft präferiert Johann Wolfgang von Goethe und der in Brandenburg traditionelle Name von Saldern. Letztlich entschied die Schulkonferenz, der Stadtverordnetenversammlung den Namen von Saldern-Gymnasium Brandenburg vorzuschlagen. Dieser Vorschlag wurde am 29. September 1993 angenommen. Der offizielle Name lautete ab diesem Tag von Saldern-Gymnasium Brandenburg, Städtisches Gymnasium. Er verweist auf die Tradition der Saldern’schen Stiftung.
Da die Kapazitäten in den beiden relativ weit voneinander getrennt liegenden Schulgebäuden nicht ausreichten, wurden zum Ende des Schuljahres 1994/95 die Gebäude gegen das Schulhaus in der Franz-Ziegler-Straße mit der Theodor-Fontane-Schule, welche das Schulgebäude am Wredowplatz übernahm, und der Gesamtschule „Franz-Ziegler“, die auf die Dominsel zog, getauscht. Die Franz-Ziegler-Schule wurde 1906 bis 1908 als Doppelschule außerhalb der Bebauung der Neustadt Brandenburgs errichtet. In ihr waren die 3. und die 4. Gemeindeschule untergebracht. 1918 wurden diese Gemeindeschulen in Jahnschule und in Kaiser-Friedrich-Schule benannt. Bereits vier Jahre später erhielt die gesamte Schule den Namen Franz Zieglers.
Auch nach dem Umzug wurden jedoch weiterhin Räumlichkeiten am Wredowplatz durch das Gymnasium mitgenutzt. So findet der Kunstunterricht weiterhin im Gebäude der Wredowschen Zeichenschule, einer traditionsreichen Kunstschule, statt. In den folgenden Jahren wurde die schulische Infrastruktur kontinuierlich erweitert. Am 7. März 1996 wurde ein Anbau mit fünf Fachräumen für naturwissenschaftliche Fächer und weiteren Räumen eingeweiht. 1999 wurde auf dem Schulhof das alte Heizhaus abgerissen. Am Wiesenweg wurde 2002 bis 2003 eine kommunale Dreifelderhalle errichtet, die unter anderem für den Schulsport des Salderngymnasiums genutzt wird. Jährlich findet am 31. März eine Gedenkveranstaltung für die kurz vor Ende des Zweiten Weltkriegs durch schwere Bombentreffer in das von Saldern’sche Realgymnasium am Salzhof getöteten Lehrer Heinrich Richter und Friedrich Kiehr und den Schüler Karl-Heinz Wehn statt.

## Bauwerk

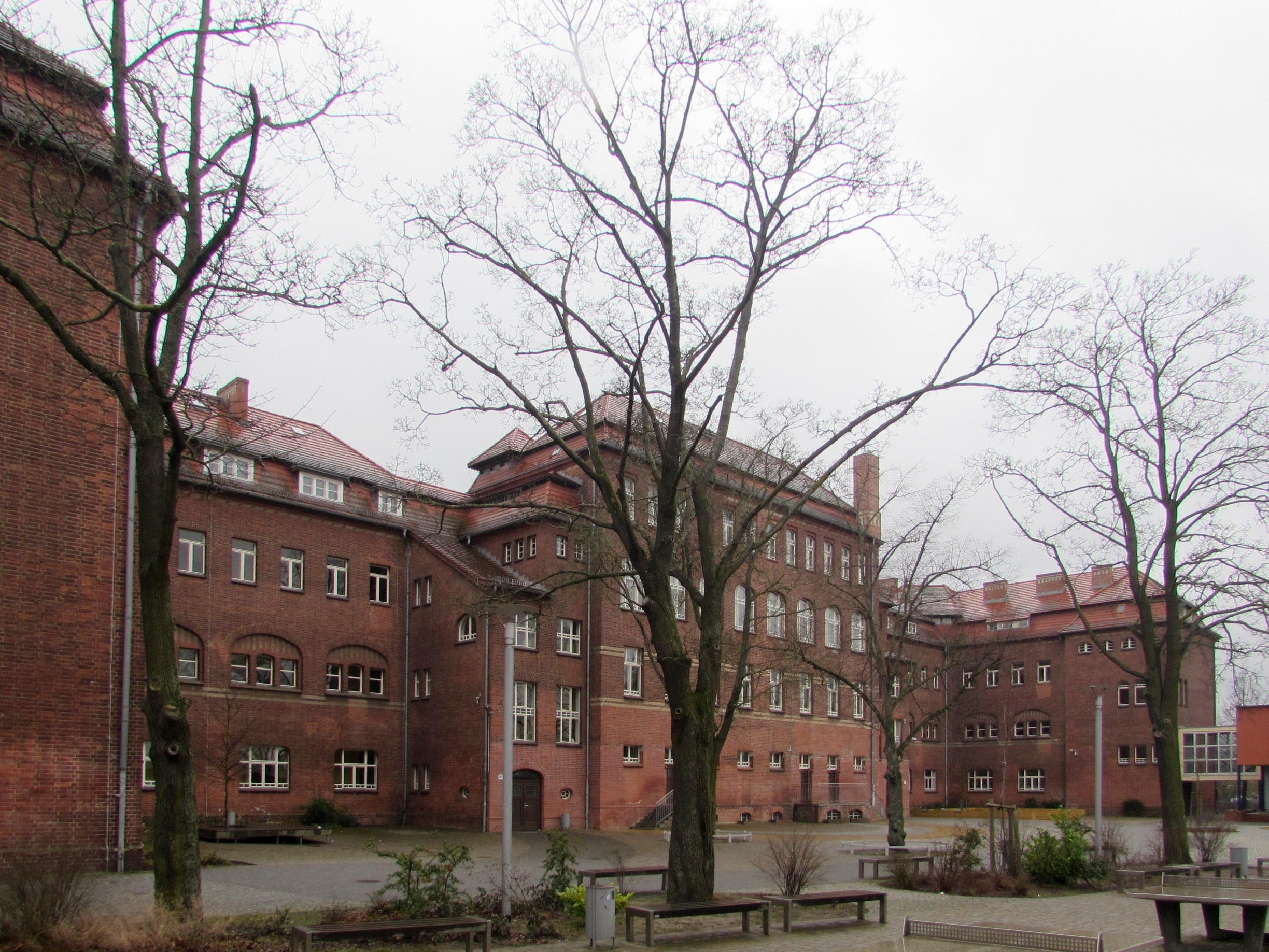
Hofseite des Hauptgebäudes

Das historische und denkmalgeschützte Schulhaus in der Franz-Ziegler-Straße ist ein historistischer Backsteinbau aus roten und unverputzten Ziegeln gemauert. Er ist dreigeschossig und spiegelsymmetrisch und besteht aus drei beziehungsweise fünf Gebäudeflügeln. Der Schulhof liegt nach Norden. Der Bau ist vielfach gegliedert. Auffällig sind mehrere Risalite und turmartigen Eckbauten. Die Fenster sind Rechteckfenster, rundbogig, korbbogig oder segmentbogig verschiedener Größe, wobei sie teilweise dreifach gruppiert in größeren Blenden eingelassen sind. Das Dach ist ein Mansarddach, welches mit roten Biberschwänzen eingedeckt ist.
Der neue Anbau ist schmucklos in Beton-Glas-Bauweise errichtet. Er ist über einen Skyway, welcher im ersten Obergeschoss ansetzt, mit dem Hauptgebäude baulich verbunden. Auf dem Pausenhof dem Haupthaus gegenüber liegt ein flacher Schulbau, in welchem sich das Schülercafé, Räumlichkeiten der Schülerspeisung und der Schulfunk befinden. Hinter diesem Flachbau liegt der von der Schule mitgenutzte kommunale Sportplatz und die Dreifelderhalle.

## Lehrer und Schüler
Im Schuljahr 2019/20 unterrichteten 78 Lehrer an der von Saldern-Gymnasium Europaschule. Neben diesen wurden noch 10 Studienreferendare bzw. Praxissemesterstudenten im Schulbetrieb eingesetzt. Schulleiter ist Frank Brandt.
Etwa 750 Schüler werden an der Schule unterrichtet. Die 11. und 12. Klasse werden nicht in Klassenverbänden, sondern in einem Kurssystem unterrichtet.

### Bekannte Lehrer
- Georg Büchmann (1822–1884), deutscher Philologe, Herausgeber der umfangreichen Zitatesammlung Geflügelte Worte, von 1850 bis 1854 Lehrer an der Saldria
- Bodo Henke (* 1937), Kunstlehrer von 1991 bis 2001

### Bekannte Schüler
- Werner Seelig (1908–1988), deutsch-US-amerikanischer Musiker
- Ina Tempel (* 1978), Abitur 1997, Schauspielerin
- Nancy Grimm (* 1979), Abitur 1998, Amerikanistin, Literaturwissenschaftlerin und Sachbuchautorin
- Maria Böttche (* 1981), Abitur 2000, Psychologin und Psychologische Psychotherapeutin, Sachbuchautorin
- Melanie Balzer (* 1982), Politikerin, Mitglied des Brandenburger Landtages

## Auszeichnungen
- Das von Saldern-Gymnasium wurde 2006 von der Zeitschrift Unicum zur Schule des Jahres gewählt. Es kam dabei in den Unterkategorien Ausstattung, Schulklima und außerschulische Aktivitäten auf den 1., bei Umfeld und bei Berufsvorbereitung auf den 2. Platz.[10]
- 2008 wurde dem Salderngymnasium als 30. Schule der Titel Schule ohne Rassismus – Schule mit Courage verliehen. Patin war die Judoeuropameisterin Sandra Köppen-Zuckschwerdt.[11]
- Vom Netzwerk Zukunft wurde die Schule 2011 und 2019 als Schule mit hervorragender Berufsorientierung ausgezeichnet.[12][13]